# Phillipston (Massachusetts)
Phillipston é uma vila localizada no condado de Worcester no estado estadounidense de Massachusetts. No Censo de 2010 tinha uma população de 1.682 habitantes e uma densidade populacional de 26,36 pessoas por km².

## Geografia
Phillipston encontra-se localizado nas coordenadas 42° 33′ 06″ N, 72° 08′ 22″ O. Segundo o Departamento do Censo dos Estados Unidos, Phillipston tem uma superfície total de 63.81 km², da qual 62.8 km² correspondem a terra firme e (1.57%) 1 km² é água.

## Demografia
Segundo o censo de 2010, tinha 1.682 pessoas residindo em Phillipston. A densidade populacional era de 26,36 hab./km². Dos 1.682 habitantes, Phillipston estava composto pelo 96.55% brancos, o 1.19% eram afroamericanos, o 0% eram amerindios, o 0.54% eram asiáticos, o 0% eram insulares do Pacífico, o 0.3% eram de outras raças e o 1.43% pertenciam a duas ou mais raças. Do total da população o 2.26% eram hispanos ou latinos de qualquer raça.